# Annahme (Recht)
Die Annahme (Lehnübersetzung von lateinisch acceptio) bezeichnet eine grundsätzlich empfangsbedürftige Willenserklärung, die auf den Abschluss eines angebotenen schuldrechtlichen Vertrags gerichtet ist.

## Begriff
Der Annehmende erklärt durch die Annahme sein Einverständnis mit dem Angebot. Deshalb muss die Annahmeerklärung in Bezug auf das Angebot abgegeben werden und inhaltlich in den wesentlichen Vertragspunkten (essentialia negotii) mit dem Angebot übereinstimmen.
Soweit nicht für bestimmte Rechtsgeschäfte eine Form durch Vertrag oder Gesetz vorgeschrieben ist, kann die Annahme formlos, auch durch konkludentes Verhalten erklärt werden.
Eine Annahmeerklärung gegenüber dem Anbietenden ist dann nicht notwendig, wenn eine Erklärung der Annahme „nach der Verkehrssitte nicht zu erwarten ist, oder der Antragende auf sie verzichtet hat“ (§ 151 Satz 1 BGB). Erforderlich ist dann nur die Annahme, also eine nach außen erkennbare eindeutige Betätigung des Annahmewillens, etwa durch konkludentes Handeln, nicht aber der Zugang einer Erklärung.
Im Handelsrecht kann auch Schweigen die Annahme eines Angebots bedeuten (§ 362 HGB).
Die Anfechtung der Annahmeerklärung erfolgt nach den allgemeinen Regeln. Bezeichnen Angebot und Annahme nur scheinbar denselben Gegenstand, liegt ein sogenannter Dissens vor, der entweder durch ergänzende Vertragsauslegung aufgelöst werden muss oder zur Unwirksamkeit des Vertragsverhältnisses führt.

## Wirkung
Entspricht die Annahme inhaltlich dem Angebot, ist der Vertrag zustande gekommen. Falls die Annahmeerklärung jedoch dem Angebot gegenüber veränderte Bedingungen enthält, stellt diese gemäß § 150 Abs. 2 BGB regelmäßig keine Annahme, sondern eine Ablehnung des Angebots unter gleichzeitiger Unterbreitung eines neuerlichen Angebots mit den neuen Bedingungen dar.
Falls die Annahme verspätet ist und auch keine Ausnahme des § 149 BGB greift, führt die Annahme nicht zum Vertragsschluss, weil das Angebot mittlerweile wegen Fristablaufs erloschen ist. Die verspätete Annahme gilt gemäß § 150 Abs. 1 BGB als neues Angebot.

## International
In Österreich sieht § 864 Abs. 1 ABGB die vergleichbare Regelung zu § 151 BGB vor, wenn eine ausdrückliche Erklärung der Annahme nach der Natur des Geschäftes oder der Verkehrssitte nicht zu erwarten ist. Die Annahme heißt in § 869 ABGB „Einwilligung in einen Vertrag“, sie muss frei, ernstlich, bestimmt und verständlich erklärt werden. In der Schweiz wird die Annahme „Akzept“ und das Angebot „Offerte“ genannt. Sie ist eine Erklärung des Vertragswillens, die inhaltlich soweit bestimmt ist, dass der Annehmende durch einfache Zustimmung den Vertrag zustande bringen kann; die Offerte muss somit wenigstens die objektiv wesentlichen Punkte des Vertrages sowie den Verpflichtungswillen formulieren. Dagegen muss die Offerte nicht notwendig auch bereits die Person des Vertragspartners bezeichnen, sondern kann, wenn diese dem Offerenten gleichgültig sein darf, auch ad incertas personas erfolgen (etwa bei einer Bürgschaftserklärung die Person des Bürgschaftsgläubigers unbestimmt lassen). Ist ein Vertrag unter Abwesenden zustande gekommen, so beginnen seine Wirkungen mit dem Zeitpunkt, wo die Erklärung der Annahme zur Absendung abgegeben wurde (Art. 10 Abs. 1 OR). 